# Immigration italienne au Brésil

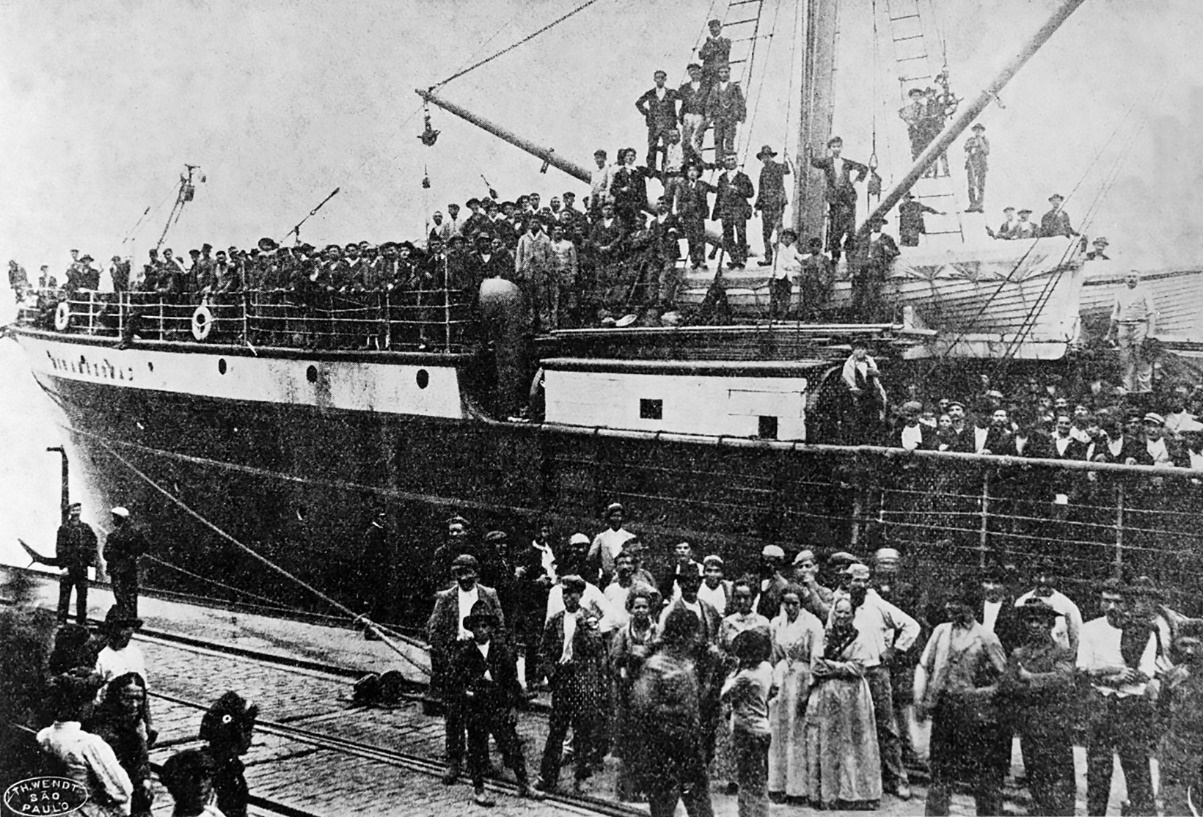
Arrivée par bateau de migrants italiens au port de Santos, 1907.

L'immigration italienne au Brésil est représentée par approximativement 31 millions de Brésiliens descendants d'immigrants italiens. Ils sont dispersés dans tous les États des régions Sud et Sud-Est du Brésil, se trouvant être quasiment la moitié de la population de l'État de São Paulo. Cette population est considérée comme la plus importante d’oriundi (descendants d'Italiens) hors d'Italie.

## Histoire
« Qu'est-ce que vous entendez par Nation, Monsieur le ministre ? Est-ce la masse des mécontents ? Nous plantons et coupons le blé, mais nous ne goûtons jamais au pain blanc. Nous cultivons la vigne, mais nous n'en buvons pas le vin. Nous élevons les animaux, mais nous n'en mangeons pas la viande. Malgré ça, vous nous conseillez de ne pas abandonner notre Patrie. Mais est-ce une Patrie que la terre où on ne peut vivre de son propre travail ? »

— Phrase anonyme d'un immigrant italien à la fin du XIXe siècle au ministre d'État italien qui lui demandait de ne pas quitter l'Italie.
L'immigration italienne au Brésil fut importante, avec pour apogée la période de 1870 à 1920. La plus grande partie se concentra dans l'État de São Paulo. 
Les Italiens commencèrent à émigrer en nombre significatif pour le Brésil à partir des années 1870. Ils y furent poussés par les transformations socio-économiques en cours dans le Nord de la péninsule italienne qui touchèrent surtout la propriété de la terre. Un des aspects particuliers à ce mouvement est qu'il a commencé à se produire peu après l'unification italienne (1861), raison pour laquelle l'identité nationale de ces immigrants se forgea en grande partie au Brésil.
Jusqu'en 1920, ce mouvement humain amena 1 243 633 personnes au Brésil.

## La colonisation italienne dans le Sud
Les premiers Italiens arrivèrent au Brésil en 1870. Le gouvernement brésilien stimulait l'immigration européenne, particulièrement après 1850, quand le trafic des esclaves africains fut aboli au Brésil ; les immigrants se substituaient à la main-d'œuvre esclave. Les Italiens s'installèrent d'abord dans la région Sud du Brésil, où les colonies d'immigrants étaient en train de s'établir, établies par le Gouvernement brésilien au début du XIXe siècle. 
Ces colonies furent créées dans les zones rurales du pays de la Serra Gaúcha, dans l'État du Rio Grande do Sul, dans les actuelles villes de Garibaldi et Bento Gonçalves. Ils venaient en majorité de la Vénétie, au Nord de l'Italie. Dans les régions viticoles, il s'est développé un dialecte appelé talien, composé d'une bonne part de vénitien et, dans une moindre mesure, d'italien, avec emprunts lexicaux extérieurs.
Cinq ans plus tard, en 1875, le grand nombre d'immigrants obligea le Gouvernement à fonder une nouvelle colonie italienne, à Caxias do Sul. Les Italiens se répandirent en différentes parties de l'État et beaucoup d'autres colonies furent établies, notamment dans les montagnes et les régions hautes, parce que les terres basses étaient déjà occupées par les immigrants allemands. Sur ces terres, ils commencèrent à cultiver le raisin et à produire du vin. Actuellement, ces régions produisent les meilleurs vins du Brésil. Toujours en 1875, furent fondées les premières installations italiennes des États de Santa Catarina, avec Criciúma et Urussanga, et du Paraná. 

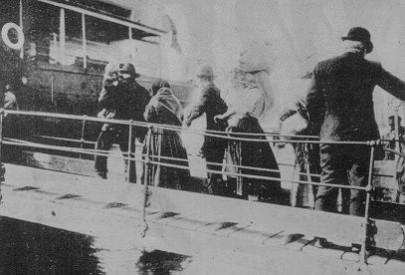
Italiens embarquant pour le Brésil.

Dans les colonies du Sud, les immigrants purent se regrouper en leur propre groupe ethnique, où ils purent parler l'italien et maintenir leurs culture et traditions. Ce mouvement migratoire fut très important pour le développement économique du Brésil méridional, de même que pour sa culture et la formation ethnique de sa population.

## Main-d'œuvre italienne pour le café du Sud-Est
Bien que la région Sud ait été pionnière de l'immigration italienne, ce fut la région Sud-Est qui reçut la majorité des immigrants. Ceci est dû au processus d'expansion des plantations de café dans l'État de São Paulo. Avec la fin du trafic négrier et le succès de la colonisation italienne dans le Sud, le gouvernement pauliste (de l'État de São Paulo) encouragea le mouvement de la population italienne vers les champs de café. Celui-ci commença à partir des années 1880. Les  propriétaires mêmes des fazendas (fermes) de café s'occupaient d'attirer les Italiens vers leurs propriétés. Le gouvernement finançait le voyage jusqu’au Brésil, et l'immigré devait ensuite travailler dans les fazendas pour rembourser les frais de voyage.
Les Italiens émigraient généralement en famille. Les propriétaires terriens (fazendeiros) étaient habitués à faire travailler des esclaves et durent d’un seul coup gérer des salariés libres. Beaucoup d'entre eux furent soumis à des journées de travail similaires à celles des esclaves. Cette situation généra de nombreux conflits entre les immigrants et les fazendeiros, provoquant rébellions et révoltes. Les nouvelles du travail de ce demi-esclavage arrivant en Italie, Le Gouvernement italien commença à compliquer l'émigration vers le Brésil.
Après l'abolition de l'esclavage au Brésil, en 1888, les Italiens devinrent une source importante de main-d'œuvre et commencèrent à se répandre dans les États du Minas Gerais, de l'Espírito Santo et de Rio de Janeiro. La destinée de la majorité était le travail agricole. Beaucoup d'entre eux réussirent cependant, après quelques années de travail à la récolte du café, à économiser l'argent nécessaire pour acheter leurs propres terres et devenir à leur tour fazendeiros. Les autres partirent pour de grands centres urbains tels que São Paulo, Porto Alegre, Curitiba et Belo Horizonte.

## Les Italiens dans les villes brésiliennes
Les mauvaises conditions de travail dans les campagnes du Brésil ont fait que les Italiens sont rapidement partis vers les centres urbains, notamment São Paulo.
Au début du XXe siècle, la grande majorité des ouvriers de São Paulo étaient Italiens. La plupart des premiers grands industriels paulistes -parmi lesquels les Matarazzo et les Crespi- constituèrent le puissant groupe dit des « comtes italiens », dont la prédominance a été dépassée depuis. Dans les centres urbains brésiliens, les immigrants italiens furent cruciaux pour l'industrialisation des villes et leur organisation sociale. Ils s'impliquèrent nombreux dans les mouvements de grève et participaient à des associations, ligues, syndicats et journaux généralement d'orientation socialiste et anarchiste, luttant pour améliorer leurs conditions de travail et de vie, qui étaient dures et insalubres.

## Régions d'origine
La préférence du gouvernement brésilien pour les Italiens du nord était évidente : la région était -et continue d'être- le lieu le plus développé du pays. Ainsi, les immigrants amenaient au Brésil les techniques déjà avancées d'industrialisation et des idées neuves pour la modernisation de ce pays. Les départs se faisaient principalement de Trieste, Naples et Gênes.
| Immigration italienne au Brésil, selon les régions d'origine 1876-1920 |                      |                  |                      |
| Région d'origine                                                       | Nombres d'immigrants | Région d'origine | Nombres d'immigrants |
| Vénétie                                                                | 365 710              | Sicile           | 44 390               |
| Campanie                                                               | 166 080              | Piémont          | 40 336               |
| Calabre                                                                | 113 155              | Pouilles         | 34 833               |
| Lombardie                                                              | 105 973              | Marches          | 25 074               |
| Abruzzes-Molise                                                        | 93 020               | Latium           | 15 982               |
| Toscane                                                                | 81 056               | Ombrie           | 11 818               |
| Émilie-Romagne                                                         | 59 877               | Ligurie          | 9 328                |
| Basilicate                                                             | 52 888               | Sardaigne        | 6 113                |
| Total : 1 243 633                                                      |                      |                  |                      |

Source : Instituto Brasileiro de Geografia e Estatística (IBGE)

## Le déclin de l'immigration italienne
Les nouvelles régulières des mauvaises conditions du travail, les conditions indignes dans les fazendas de café du Brésil firent chuter l'émigration italienne, et l'orienta vers les États-Unis et l'Argentine. L'immigration italienne continua cependant à être importante jusqu'en 1920, quand Benito Mussolini et son gouvernement nationaliste se mirent à contrôler les mouvements de population. Avec la Seconde Guerre mondiale et la déclaration de guerre du Brésil contre l'Italie et l’amélioration de l'économie italienne, l’immigration italienne diminua considérablement.

## Langue

Villes où le talien est co-officiel à Rio Grande do Sul.

À ce jour, presque tous les Brésiliens descendants d'Italiens parlent le portugais comme langue maternelle. Mais il y a encore une minorité de 500 000 personnes qui parlent l'italien, la majorité desquels usent d'un dialecte, le Talien, parlé dans les zones viticoles du Rio Grande do Sul.
L'italien fut interdit au Brésil dans les années 1930 par le président Getúlio Vargas, après la déclaration de guerre contre l'Italie. Toute manifestation de la culture italienne était considérée comme un crime. Ceci a contribué à la désaffection de la langue italienne parmi les descendants.

## L'influence italienne au Brésil
L'immigration italienne au Brésil a inspiré nombre de réalisations artistiques, télévisées et cinématographiques (séries TV), et, surtout, le film O Quatrilho, qui a été présenté à l'Oscar du meilleur film étranger.
L'influence italienne se fait aussi sentir dans divers aspect de la culture du Brésil :
- L'usage de « tchau » (ciao) comme salutation (dans tout le Brésil)
- L'habitude de manger la pizza et les spaghettis fréquemment (Sud-Est)
- Production de vin (Sud)
- Mots du portugais du Brésil, comme paura, polenta, etc.
- L'introduction de nouvelles techniques agricoles (Minas Gerais, São Paulo et dans le Sud du pays)

## Italo-Brésiliens célèbres
- Giovanni Rossi
- Felipe Massa
- José Serra
- Luiz Felipe Scolari
- Alessandra Ambrosio
- Rodrigo Santoro
- Roberto Rivellino
- Rubens Barrichello
- Thiago Motta
- Fernando Menegazzo
- Mário Jorge Lobo Zagallo
- Jair Bolsonaro